# 日本美術著作権連合
一般社団法人日本美術著作権連合（にほんびじゅつちょさくけんれんごう）とは、美術著作権の啓蒙・擁護等のために設立された団体。略称＝美著連。著作者団体連合、日本美術著作権機構、公益社団法人著作権情報センター、公益社団法人日本複製権センター、著作権問題を考える創作者団体協議会に参加している。

## 沿革
1965年、日本美術家連盟、日本漫画家協会、日本童画家協会、日本理科美術協会、日本児童出版美術家連盟、日本出版美術家連盟の6団体で設立。
1987年、コピーサービス店を利用した書籍の大量コピーの実態発覚を契機に、日本複写権センター設立準備に参加するため活動を強化。
1988年、日本グラフィックデザイナー協会が加盟。続いて、同年10月に設立された東京イラストレーターズ・ソサエティが加盟。
1995年、視覚芸術に関する著作権管理体制を整備するという趣旨で、同連合加盟の日本グラフィックデザイナー協会と日本美術家連盟に、全日本写真著作者同盟が参加して、日本美術著作権機構創立。その後、日本美術家連盟、全日本写真著作者同盟が発展した日本写真著作権協会、同連合の3団体で運営されている。
1991年、日本複写権センター設立に参画。
1993年、日本図書設計家協会の会員が同連合代表として日本複写権センターの理事に就任。

## 構成団体
- 一般社団法人日本美術家連盟
- 公益社団法人日本グラフィックデザイナー協会
- 一般社団法人日本児童出版美術家連盟
- 一般社団法人日本理科美術協会
- 一般社団法人日本出版美術家連盟
- 一般社団法人東京イラストレーターズ・ソサエティ
- 一般社団法人日本図書設計家協会